# AZ Canis Minoris
AZ Canis Majoris eller HD 62437, är en ensam stjärna i den södra delen av stjärnbilden Lilla hunden. Den har en genomsnittlig skenbar magnitud av ca 6,46 och är mycket svagt synlig för blotta ögat där ljusföroreningar ej förekommer. Baserat på parallax enligt Gaia Data Release 2 på ca 6,52 mas, beräknas den befinna sig på ett avstånd på ca 500 ljusår (ca 153 parsek) från solen. Den rör sig bort från solen med en heliocentrisk radialhastighet på 15 km/s. Inga bevis har observerats för någon följeslagare till stjärnan, även om den tidigare har rapporterats som en dubbelstjärna.

## Egenskaper
AZ Canis Minoris är en vit underjättestjärna av spektralklass A5 IV. Den har en massa som är ca 1,9 solmassa, en radie som är ca 3,8 solradier och har ca 48 gånger solens utstrålning av energi från dess fotosfär vid en effektiv temperatur av ca 7 800 K.

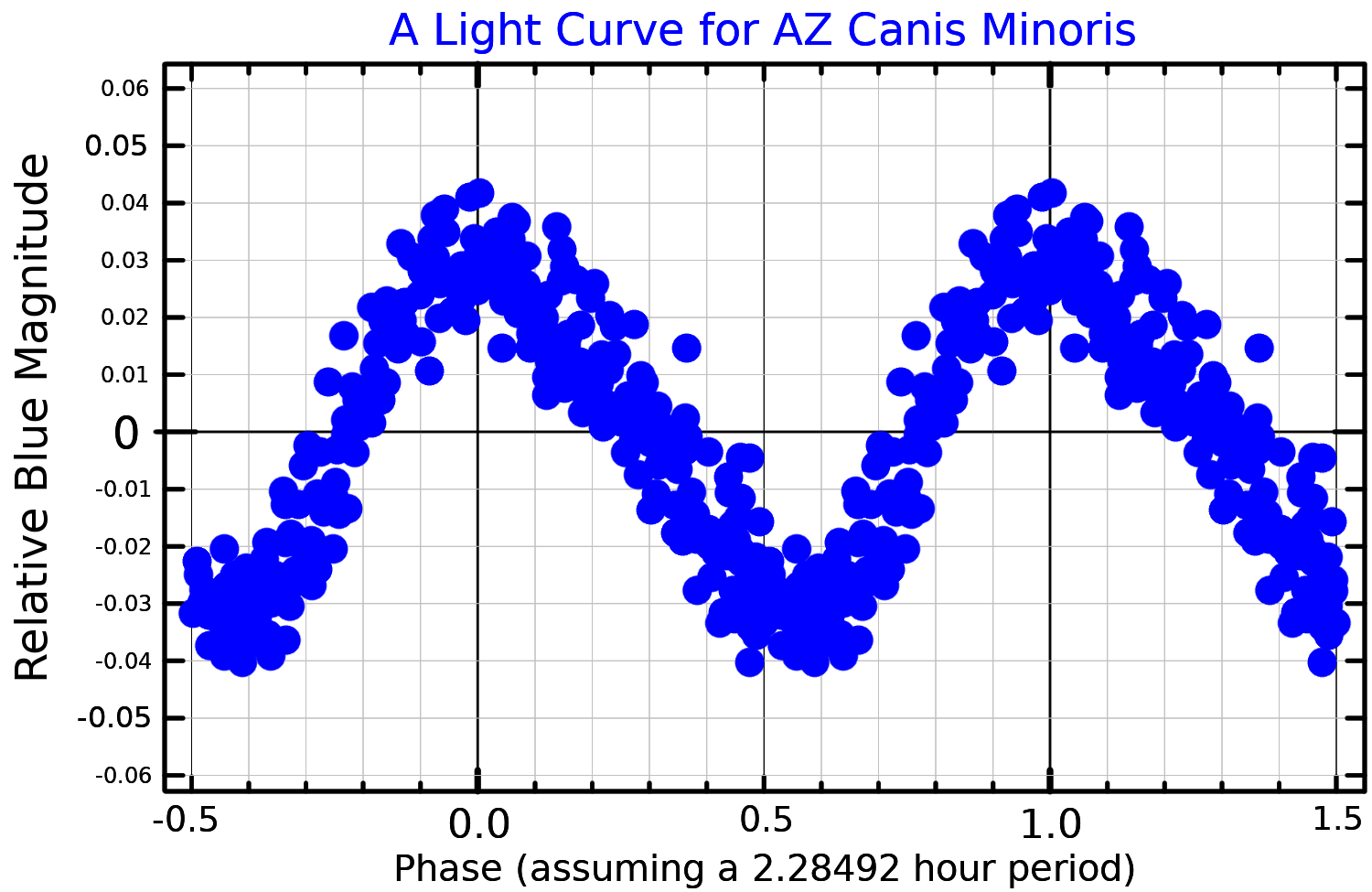
Ljuskurva i blåa bandet för AZ Canis Minoris, anpassad från Poretti et al. (1996).

Variationen hos AZ Canis Minoris upptäcktes 1970 vid Kitt Peak-observatoriet. Den är en monoperiodisk Delta Scuti-variabel med en cykelperiod på 2,29 timmar och en amplitud på 0,060 i visuell magnitud med variation från en toppmagnitud på 6,44 ner till 6,51.